# Pedassaar
Pedassaar — estońska wyspa położona w Zatoce Fińskiej w obszarze krajobrazu chronionego Zatoki Kolga na północy Estonii. Wyspa znajduje się w odległości jednego kilometra od stałego lądu. Administracyjnie należy do wsi Salmistu w gminie Kuusalu w prowincji Harju. Wyspa jest niezamieszkana.

## Toponimia
Nazwa wyspy pochodzi od słowa pedajas (est. mänd), które w dialekcie oznacza sosnę.
Samo słowo saar w tym kontekście oznacza w języku estońskim wyspę i jest typowym elementem estońskich nazw geograficznych (por. Saaremaa, Naissaar, Osmussaar, Piirissaar).

## Przyroda
Wyspa w przeważającej części porośnięta jest lasem sosnowym, nasadzanym w latach 1957–1965 w celu odbudowy drzewostanu strawionego przez częste pożary. Stanowi on siedlisko sarny europejskiej. 

## Turystyka
Najbliższa przystań morska znajduje się w Salmistu. 
Na wyspie znajduje się źródło wody pitnej w postaci studni oraz należący do RMK domek z sauną i miejscami noclegowymi dostępnymi dla turystów po dokonaniu uprzedniej rezerwacji, a także pawilon informacyjny.
Wytyczony jest też czterokilometrowy szlak turystyczny o charakterze ścieżki dydaktyczno-przyrodniczej.
Wyspa w sezonie letnim jest popularnym celem wypraw kajakowych i w weekendy odwiedza ją nawet ponad sto osób dziennie.
Pomimo bliskości od lądu stałego oraz względnej płytkości morza nie należy jednak podejmować prób pieszego dotarcia na wyspę. Dla osób nie poruszających się środkami transportu wodnego akwen ten bywa niebezpieczny. Świadczy o tym liczba 25 przypadków utonięć na odcinku pomiędzy przystanią w Salmistu a wyspą w okresie trzech dekad.